# دن آورباک
دن آورباک (انگلیسی: Dan Auerbach؛ زادهٔ ۱۴ مهٔ ۱۹۷۹) یک موسیقی‌دان اهل ایالات متحده آمریکا است. وی از سال ۱۹۹۹ میلادی تاکنون مشغول فعالیت بوده‌است.